# 福島市信陵学習センター
福島市信陵学習センター（ふくしまし しんりょうがくしゅうセンター）は、福島県福島市にある生涯学習施設である。

## 概要
福島市学習センター条例に基づき設置された学習センターの一つであり、福島市信陵地区北部、福島県道312号折戸笹谷線沿いの笹谷地内に位置する。もともとは福島市信陵公民館として利用されており、信陵地区住民の生涯学習の拠点として利用されてきた。建物は福島市役所信陵支所との合築となっている。

## 施設
1階
- 和室
- 図書室（福島市立図書館分館）
- 調理実習室
- 大ホール
- 福島市役所信陵支所

2階
- 講義室
- 大会議室

## 沿革
- 1955年4月 - 信夫郡大笹生村が福島市に編入合併されたことから福島市公民館の分館として福島市大笹生公民館が設置される。
- 1967年4月 - 福島市公民館設置条例の改正により、市内7つの公民館本館の一つとして北公民館の設置が決定する。
- 1974年3月 - 北公民館が落成、開館し、大笹生公民館が分館となる。
- 1994年7月 - 北公民館の移転改築として現在地に市役所支所との合築として建設され、信陵公民館と改称し開館する。
- 2005年4月 - 福島市公民館条例が廃止され福島市学習センター条例が施行される。これにより従来の福島市信陵公民館が福島市信陵学習センターへ改称される。

## 開館
- 開館時間 - 午前9時～午後9時（未登録団体の専用使用は午後5時45分まで）
- 休館日 - 毎週火曜日、国民の祝日、12月29日から翌年1月3日まで

## アクセス
- 福島交通飯坂線笹谷駅より徒歩15分、または福島交通バス大笹生・中野線 信陵支所前バス停下車。

## 周辺
- 福島市立信陵中学校
- 福島市立笹谷小学校
- ヨークベニマル新笹谷店
- 福島県道312号折戸笹谷線
- 福島市道19号鎌田笹谷線（農免道路）